# Западный нетопырь
Западный нетопырь (лат. Pipistrellus hesperus) — небольшая летучая мышь рода нетопырей.
Вид распространён в Мексике и США. Обитает в различных местах обитания. Из-за высокой доли белка в рационе, аридных условий проживания и дальнейшего высокого уровня потерь воды, этот нетопырь обычно живёт рядом с источником воды. В течение дня скрывается преимущественно в расщелинах скал, хотя эти летучие мыши встречаются также в зданиях, под скалами и в густых зарослях осоки. Зимует в шахтах, пещерах и расщелинах скал.
Размах крыльев 19—21,5 см, а длина тела 62—80 мм. В среднем самки немного крупнее самцов. Цвет варьируется от белого и бледно-жёлтого до тёмно-коричневого, будучи тёмными выше и светлее ниже. Их морда, уши, ноги и крылья-мембраны, как правило, очень тёмные, почти чёрные. Волосяной покров мягкий и достигает 3—4 мм в длину. Крылья короткие и широкие.
Начинает вылетать на охоту очень рано в вечерние часы. Летает медленно. Это насекомоядная летучая мышь. Впадает в спячку, когда погода становится холодной или уменьшаются продукты питания. Однако, отдельные особи этого вида иногда появляются в зимние месяцы для охоты. Обычно зимует поодиночке.
Самки рожают своих детёнышей в июне. Как правило, рождается два малыша, но может быть только один. Матери растят своих детёнышей в одиночку или небольшими материнскими колониями не более десятка летучих мышей. Потомство, как правило, становится способным к полёту через 2—3 недели после рождения.